# Oleh Kolodij
Oleh Eduardowytsch Kolodij (ukrainisch Олег Едуардович Колодій; englisch Oleh Kolodiy; * 16. März 1993 in Mykolajiw) ist ein ukrainischer Wasserspringer. 

## Karriere
Kolodij gewann seine erste internationale Medaille bei den Europameisterschaften im Wasserspringen 2013 in Rostock, wo er zusammen mit Oleksandr Horschkowosow die Bronzemedaille im 3-m-Synchronspringen gewann. In Barcelona trat er 2013 erstmals bei 
Weltmeisterschaften an, er wurde dort Zwölfter im 1-m-Kunstspringen. Nach einem fünften Platz vom 1-m-Brett bei den nächsten Weltmeisterschaften, 2015 in Kasan, gewann er 2017 in Budapest mit der Bronzemedaille im 3-m-Synchronspringen zusammen mit Illja Kwascha seine erste WM-Medaille. 
In Glasgow wurde Kolodij im Jahr 2018 Europameister, indem er zusammen mit Sofija Lyskun den gemischten Teamwettbewerb vom 3-m-Brett und vom 10-m-Turm gewann. Kolodij vertrat die Ukraine bei den Olympischen Spielen 2020 in Tokio. Mit Platz 22 in der Qualifikation im Kunstspringen erreichte er jedoch nicht das Halbfinale.